# Дилите, Габия
Габия Дилите (лит. Gabija Dilytė; 9 сентября 2003, Каварскас, Утенский уезд, Литва) — литовская спортсменка, специализируется на вольной борьбе.

## Карьера
Борьбой занимается с 2012 года, выступает под руководством Айвараса Каселиса. 5 сентября 2021 года в Осло она принимала участие на чемпионате мира, где на стадии 1/16 проиграла со счётом 0:10 японке Рэмина Ёсимото, так как её соперница вышла в финал, то Дилите на следующий день принимала участие в утешительных схватках, в первой из которой она уступила белоруске Наталье Варакиной, заняв итоговое последнее 20 место. 10 марта 2022 года в болгарском Пловдиве, одолев в схватке за 3 место Зехру Демирхан из Турции, она стала бронзовым призёром чемпионата Европы среди борцов до 23 лет.
19 апреля 2023 года на чемпионате Европы в Загребе в 1/8 финала она поборола Марию Леорду из Молдавии, а в 1/4 финала на туше уступила Анне Лукасняк из Польши, в итоге заняв 8 место. 19 сентября 2023 года на чемпионате мира в Белграде, она в 1/16 финала проиграла Алиссон Кардосо из Колумбии, и покинула турнир, став в протоколе 22-й. 14 февраля 2024 года в Бухаресте на чемпионате Европы в 1/8 финала со счётом 1:2 уступила Эмануэле Льюцци из Италии, заняв итоговое 11 место в протоколе.
6 апреля 2024 года в Баку принимала участие в Европейском квалификационном турнире, в котором боролась в весовой категории до 50 кг, где сначала выиграла румынку Анну Пирву, затем уступила Марии Стадник из Азербайджана, оставшись без лицензии на Олимпийские игры в Париже. 10 мая 2024 года в Стамбуле участвовала на мировом квалификационном турнире, где в первой же схватке уступила Виолетте Чирик из Белоруссии. В июле 2024 года стало известно, что Дилите получила именное приглашение на Олимпийские игры в Париж и стала первой литовской женщиной-борцом, участвовавшей в Олимпийских играх.